# Timothy Besley
 (août 2019).
Si vous disposez d'ouvrages ou d'articles de référence ou si vous connaissez des sites web de qualité traitant du thème abordé ici, merci de compléter l'article en donnant les références utiles à sa vérifiabilité et en les liant à la section « Notes et références ».
Timothy John Besley (né le 14 septembre 1960) est un économiste britannique, professeur d'économie et de sciences politiques et professeur Sir W. Arthur Lewis d'économie du développement à la London School of Economics. Il est également membre du All Souls College, Oxford, pendant deux ans. Depuis 2015, il est membre de la Commission nationale des infrastructures. En 2005, il a remporté le prix Yrjö Jahnsson.

## Éducation
Né dans le Lincolnshire, Besley a fréquenté la Aylesbury Grammar School, puis a étudié à l’Université d’Oxford, où il a obtenu un B.A. en philosophie, politique et économie (1er de la classe) du Keble College, Oxford et d’un M. Phil. et un D.Phil. en économie, il a été élu membre du All Souls College d’Oxford en 1984. À Oxford, il a été l’un des meilleurs élèves. Il a notamment remporté trois prix George Webb Medley pour son baccalauréat et son master.

## Carrière
Il a d'abord occupé le poste de professeur adjoint au département d'économie de la Woodrow Wilson School of Public Affairs et des affaires internationales de l'Université de Princeton avant de revenir au Royaume-Uni en 1995 en tant que professeur d'économie à la LSE. Il a été directeur de Suntory-Toyota International Centres for Economics and Related Disciplines (STICERD) et membre du Steering Group pour l'International Growth Centre. Il a siégé au Comité de politique monétaire de la Banque d'Angleterre de septembre 2006 à août 2009.
Il est chercheur universitaire au Centre for Economic Policy Research et membre du programme Institutions, organisations et croissance de Canadian Institute for Advanced Research. Il a été consultant auprès de la Banque mondiale et de la Banque européenne pour la reconstruction et le développement. Il a été chercheur à l'Institute for Fiscal Studies et a été membre du comité Mirrlees Review.
Il est membre de la British Academy, membre de la Econometric Society et membre honoraire étranger de l'American Economic Association et de l'Académie américaine des arts et des sciences. Il a été co-éditeur de l'American Economic Review, la première personne à occuper ce poste sans être basée dans une université américaine. Il est président de l'European Economic Association en 2010. De 2014 à 2017, il a été président de l'Association économique internationale. En 2018, il sera président de la société économétrique. En 2005, il a remporté le prix John von Neumann 2010 du Collège d'études avancées Rajk László de l'Université Corvinus de Budapest. Besley a été nommé Ordre de l'Empire britannique lors de 2010 Birthday Honours pour les services rendus aux sciences sociales et d'un Knight Bachelor lors de 2018 New Year Honours pour les services rendus à l'économie et aux politiques publiques.

## Vie privée
Besley est marié au Dr Gillian Paull depuis 1993 et a deux fils : Thomas et Oliver. Il vit dans le quartier de Barnes à Londres.